# دارين هيغينز
دارين هيغينز (بالإنجليزية: Darren Higgins)‏ هو لاعب دوري الرغبي أسترالي، ولد في 1965.